# Centro Clínico de Serbia
El Centro Clínico Universitario de Serbia (en serbio: Универзитетски клинички центар Србије; abbr. УKЦС / UKCS) es un centro de salud universitario localizado en Belgrado, Serbia inaugurado el 1 de enero de 1983. Sirve como el centro médico de referencia para Belgrado y el resto de Serbia. Está afiliado a la Universidad de Belgrado.
El centro clínico ocupa 34 hectáreas dentro del territorio de Savski Venac y consta de unos 50 edificios.
El Centro Clínico Universitario de Serbia tiene 3150 camas, siendo el mayor centro de Europa, y uno de los más grandes del mundo en cuanto a capacidad. Anualmente, alrededor un millón de pacientes son atendidos, 90000 hospitalizados, se realizan por encima de 50,000 cirugías y se ejecutan más de 7,000 partos. A fecha de junio de 2019, el centro de salud tiene 7,386 empleados.
En agosto de 2018, el Presidente de Serbia anunció que el Gobierno de Serbia invertiría 110 millones de euros en la reforma de las instalaciones del complejo de 2018 a 2022.